# 沂源溶洞群
沂源溶洞群是中国北方的著名溶洞群，位于山东省沂源县城西北13公里的土门镇，鲁山南侧。在近五平方公里境内，有大小洞穴四十余个，称“北国第一洞群”。
- 千人洞：洞高30余米，地质上称为“山东一号洞”。曾在此发现沂源猿人的活动遗迹。目前仅余宽大的洞室。1990年代初期第一批开放的三个溶洞之一。
- 养神洞：第一批开放的三个溶洞之一。全长800余米的分支型洞穴，有石林叠瀑、雄狮把门、唐僧取经、王母宫、水族宫等48处景观，有一定观赏价值。
- 石龙洞：第一批开放的三个溶洞之一。洞长218米的厅堂式洞穴，因洞内数条天然石龙而得名，其中两条形态真切。洞内有双龟把门、龙王宫、银河相会、云霞岛、龙蛇相斗等景观，观赏价值较好。
- 玄云洞：第二批开放的溶洞。总长300米的通道式分支型洞穴，分上下两层，上下层由一垂直的落水洞相连。洞内钟乳石形态极多，呈现石旗、石带、石幔、石瀑、石葡萄各种样式，且有声音优美的片状钟乳石（石筝）。旅游观赏价值很高。因开发初期保护不善，很多珍贵钟乳石有损毁。
- 其他：“九天洞”、“珊瑚洞”、“灵芝洞”、“神仙洞”等。